# Sesioctonus clavijoi
Sesioctonus clavijoi är en stekelart som beskrevs av Briceno 2003. Sesioctonus clavijoi ingår i släktet Sesioctonus och familjen bracksteklar. Inga underarter finns listade i Catalogue of Life.